# Santa Maria di Meleda

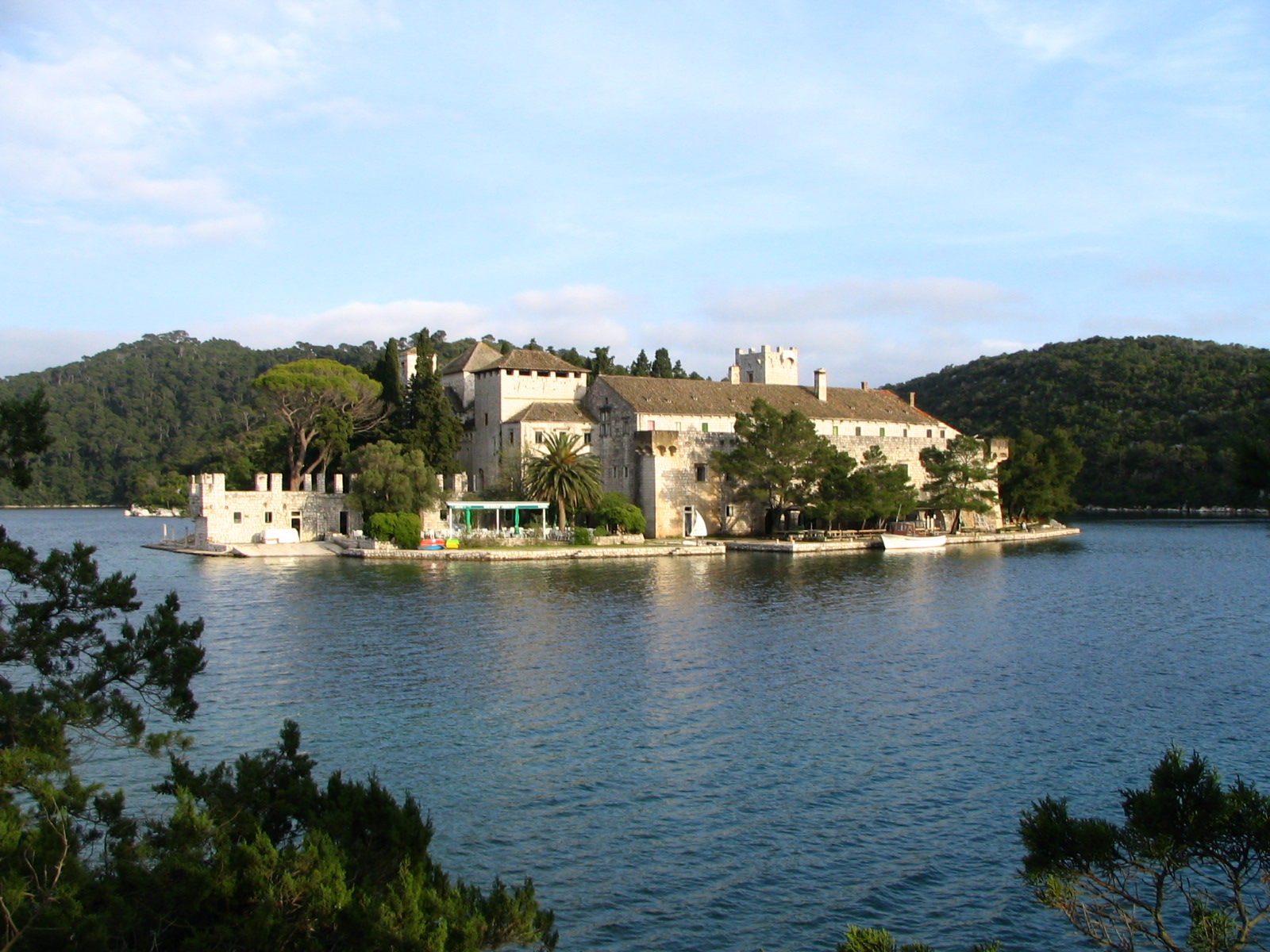
Il monastero di Santa Maria del Lago

Santa Maria di Mèleda o Santa Maria del Lago (in croato Sveta Marija zred Jezera, cioè Santa Maria in mezzo al Lago) è un antico monastero situato su un'isola del lago grande di Mèleda (Mljet), in Dalmazia.

## Storia
Il primo insediamento umano di un certo interesse a Mèleda risale all'età romana, precisamente al V secolo, di cui emergono alcuni resti a Porto Palazzo. Nei dintorni sono state anche rinvenute le tracce di due chiese paleocristiane, distrutte definitivamente nel Medioevo a seguito di una distruzione del borgo. Un'interpretazione di alcuni passi biblici vuole che qui sia naufragato anche l'apostolo Paolo: negli Atti degli Apostoli si parla di un naufragio del santo nel mar Adriatico, finito poi con uno sbarco a Melita, solitamente tradotto come Malta, il cui nome però è identico a quello dell'antica Mèleda.
Il primo insediamento monastico sull'isola dovette sorgere dopo il IV secolo, quando anche nel resto d'Europa incominciava a diffondersi sul modello dell'ascesi orientale il monachesimo. Probabilmente già nella chiesa di San Michele di Porto Palazzo è possibile individuare una fondazione monastica. Non è però stabilito con certezza che ci sia stato un collegamento fra San Michele di Porto Palazzo e il monastero di Santa Maria, infatti questo sembra essere una fondazione benedettina: le fonti storiche poi registrano solo la presenza del monachesimo cassinate nell'isola.
Con l'occupazione napoleonica della Dalmazia furono chiusi tutti i monasteri benedettini della costa adriatica. Con la restaurazione il cenobio fu affidato nel tardo Ottocento ai gesuiti, che lo gestirono dal loro convento principale a Ragusa e lo utilizzarono come luogo di riposo e di vacanza. Nel 1918 divenne patrimonio nazionale. Nel 1950 è stato demolito un antichissimo mulino ad acqua che sfruttava le maree costruito dai benedettini.
Il monastero ha ospitato celebri personalità quali Mavro Vetranović (1482-1576), Mauro Orbini (1641 ca.), Basilio Gradich (1585 ca.), il poeta Ignazio Giorgi (1737 ca.) e il bizantinista Anselmo Banduri (1743 ca.)